# Кох Богдан Анатолійович
Богдан Анатолійович Кох (нар. 26 квітня 1925, с. Остроленка Підляського воєводства, Польща — пом. 2 грудня 1996, Львів) — український актор, заслужений артист УРСР (1991).

## Життєпис
1929 — навчався в українській гімназії у Луцьку.
Під час німецької окупації працював у Волинському музично-драматичному театрі, був вивезений на примусові роботи до Німеччини.
За втечу був ув'язнений у Янівському концтаборі, з якого також втік. Певний час працював в театрі Володимира Блавацького, потім — в Українському театрі Перемишля, де головним режисером був його хрещений батько Микола Орел-Степняк.
Внаслідок операції «Вісла» разом з театром переїхав з Перемишля до Львова, де працював у Львівському Театрі юного глядача.
У 1946—1953 роках перебував у сибірських таборах.
З 1954 року працював у Львівському українському драматичному театрі ім. М. Заньковецької.
1961 — закінчив Київську консерваторію.
Автор спогадів «Сенс життя» (Львів, 2003).
Похований на 13 полі Личаківського цвинтаря.

## Родина
- Батько — Анатолій Олександрович Кох (1887—1964) — землемір, есперантист, делегат Універсальної Есперанто-Асоціації в Луцьку польських часів; родом з Полтавщини; був репресований; похований на Личаківському цвинтарі у Львові.[3]
- Син — художник Юрій Кох (нар. 1958).[4]

## Ролі в театрі
- Авгій («Сьомий подвиг Геракла» М. Рощина)
- Гурін («Кафедра» В. Врублевської)
- Євгеніум («Танго» С. Мрожека)
- Іван-батько, Чаплинський, Терешко («Безталанна», «Гріх і покаяння», «Суєта» І. Карпенка-Карого)
- Іван Непокритий («Дай серцю волю, заведе в неволю» М. Кропивницького)
- Маляр («Дикий Ангел» О. Коломійця)
- Ротмістр («Дами і гусари» А. Фредро)
- Шприк («Маскарад» М. Лермонтова)

## Ролі в кіно
- 1993—1996 …час збирати каміння — полковник Гріневський
- 1993 — Злочин з багатьма невідомими — Сендер Хотінер
- 1992 — Для домашнього огнища
- 1987 — Державний кордон. За порогом перемоги — поляк
- 1979 — Хазяїн (фільм-спектакль) — Куртц